# Blur (албум)
„Blur“ е петият албум на алтърнатив рок групата Blur. Излиза на 10 февруари 1997 г. в Обединеното кралство. В албума присъства и хитовата песен „Song 2“.

## Списък на песните в албума
1. „Beetlebum“ – 5:04
2. „Song 2“ – 2:02
3. „Country Sad Ballad Man“ – 4:50
4. „M.O.R.“ – 3:27
5. „On Your Own“ – 4:26
6. „Theme from Retro“ – 3:37
7. „You're So Great“ (Греъм Коксън) – 3:35
8. „Death of a Party“ – 4:33
9. „Chinese Bombs“ – 1:24
10. „I'm Just a Killer for Your Love“ – 4:11
11. „Look Inside America“ – 3:50
12. „Strange News from Another Star“ – 4:02
13. „Movin' On“ – 3:44
14. „Essex Dogs“ – 8:08